# Hanovre
Pour les articles homonymes, voir les pages d'homonymie Hanovre (homonymie) et Hannover.
 (décembre 2024).
Si vous disposez d'ouvrages ou d'articles de référence ou si vous connaissez des sites web de qualité traitant du thème abordé ici, merci de compléter l'article en donnant les références utiles à sa vérifiabilité et en les liant à la section « Notes et références ».
Hanovre (en allemand : Hannover /haˈnoːfɐ/  ; en bas allemand : Hannober) est une ville du nord de l'Allemagne, capitale du Land de Basse-Saxe et située au bord de la rivière Leine. Avec environ 535 930 habitants (2021), elle est la plus grande ville du Land et la troisième plus grande du Nord de l'Allemagne après Hambourg et Brême. Elle fait partie de la région métropolitaine de Hanovre-Brunswick-Göttingen-Wolfsbourg, la huitième d'Allemagne. Elle est également le siège de la région de Hanovre, un regroupement de 21 communes.
De plus, la ville est le siège de plusieurs établissements d'enseignement supérieur. Au parc d'exposition de Hanovre, le plus grand au monde, se déroulent chaque année des foires de renom.

## Histoire
| Appartenances historiques Duché de Brunswick-Lunebourg 1235-1432 Principauté de Calenberg 1432-1692 Électorat de Brunswick-Lunebourg 1692-1807 Royaume de Westphalie 1807-1813 Royaume de Hanovre 1814-1866 Royaume de Prusse (Province de Hanovre) 1866-1918 Empire allemand 1871–1918 République de Weimar 1918-1933 Reich allemand 1933-1945 Allemagne occupée 1945-1949 Allemagne de l'Ouest 1949-1990 Allemagne 1990–présent |

### Moyen Âge

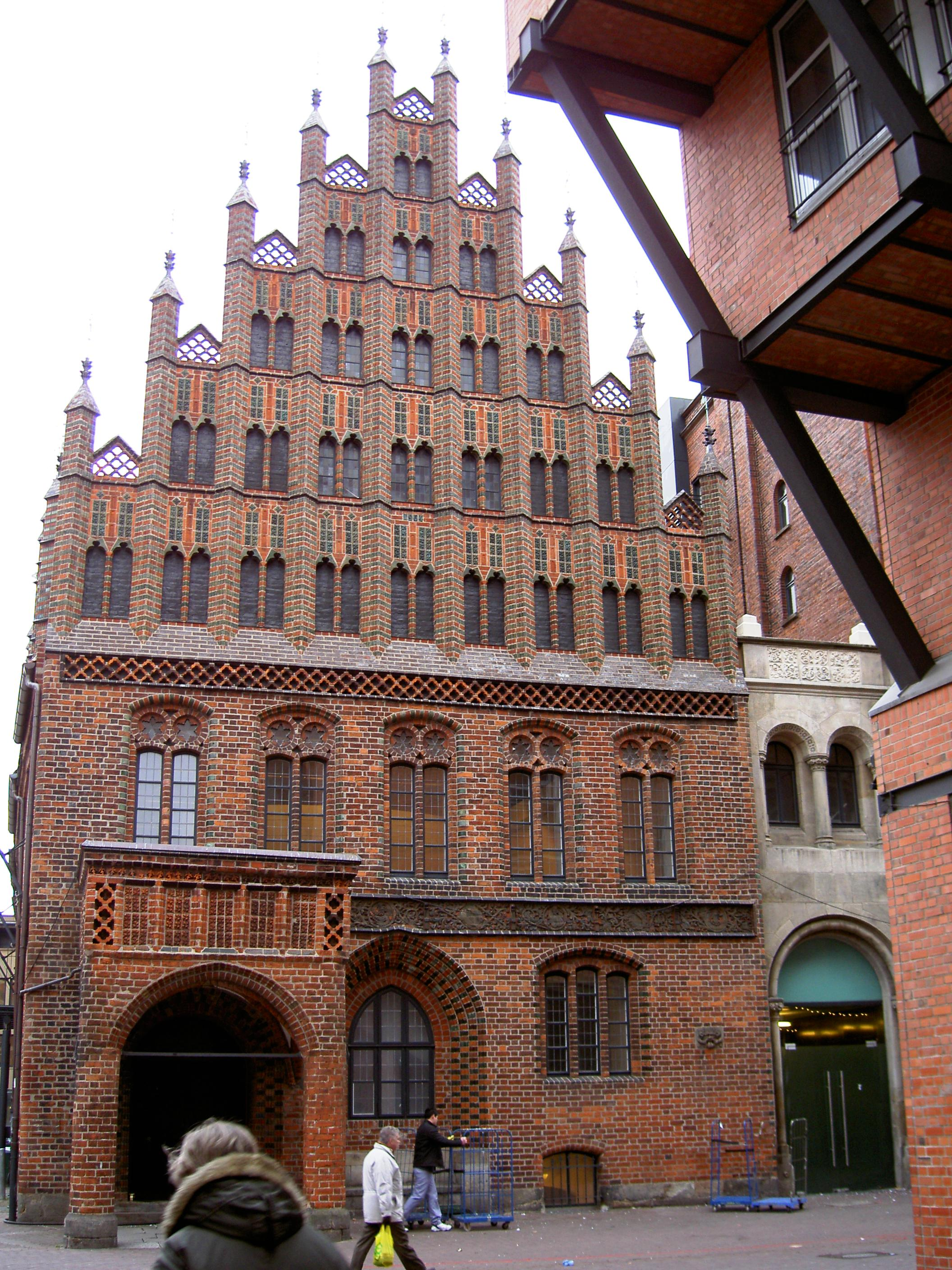
L'ancien Hôtel de ville de la vieille-ville de Hanovre.

Hanovre est mentionnée pour la première fois dans un document daté de 1150. La ville n'est alors qu'un village de pêcheurs et de passeurs niché sur une terrasse surplombant la Leine (on peut traduire son nom originel, Honovere, par « haute rive »). En 1241, le duc Otto de Hanovre promet que la ville ne sera plus un fief. Deux actes confirment ce privilège, à l'origine de l'apparition de la plus ancienne forme du droit communal de la ville de Hanovre.
Il y a à l'époque un important passage fluvial car deux anciennes grandes routes se croisent à cet endroit. Le village qu'est Hanovre se transforme vers la fin du Moyen Âge en une petite ville de foire et de commerce qui obtient bientôt ses droits communaux et est vendue à la maison princière des Welfs, lesquels font de Hanovre leur résidence définitive au XVIIe siècle.
La ville connaît rapidement une grande prospérité et devient cité hanséatique en 1368.
Au XIVe siècle sont construites les principales églises de Hanovre. À la même époque, la ville est fortifiée par un solide mur d'enceinte. Quelques restes de ce mur sont encore visibles aujourd'hui dans la tour du Béguinage et au musée historique.

### Époque moderne et contemporaine

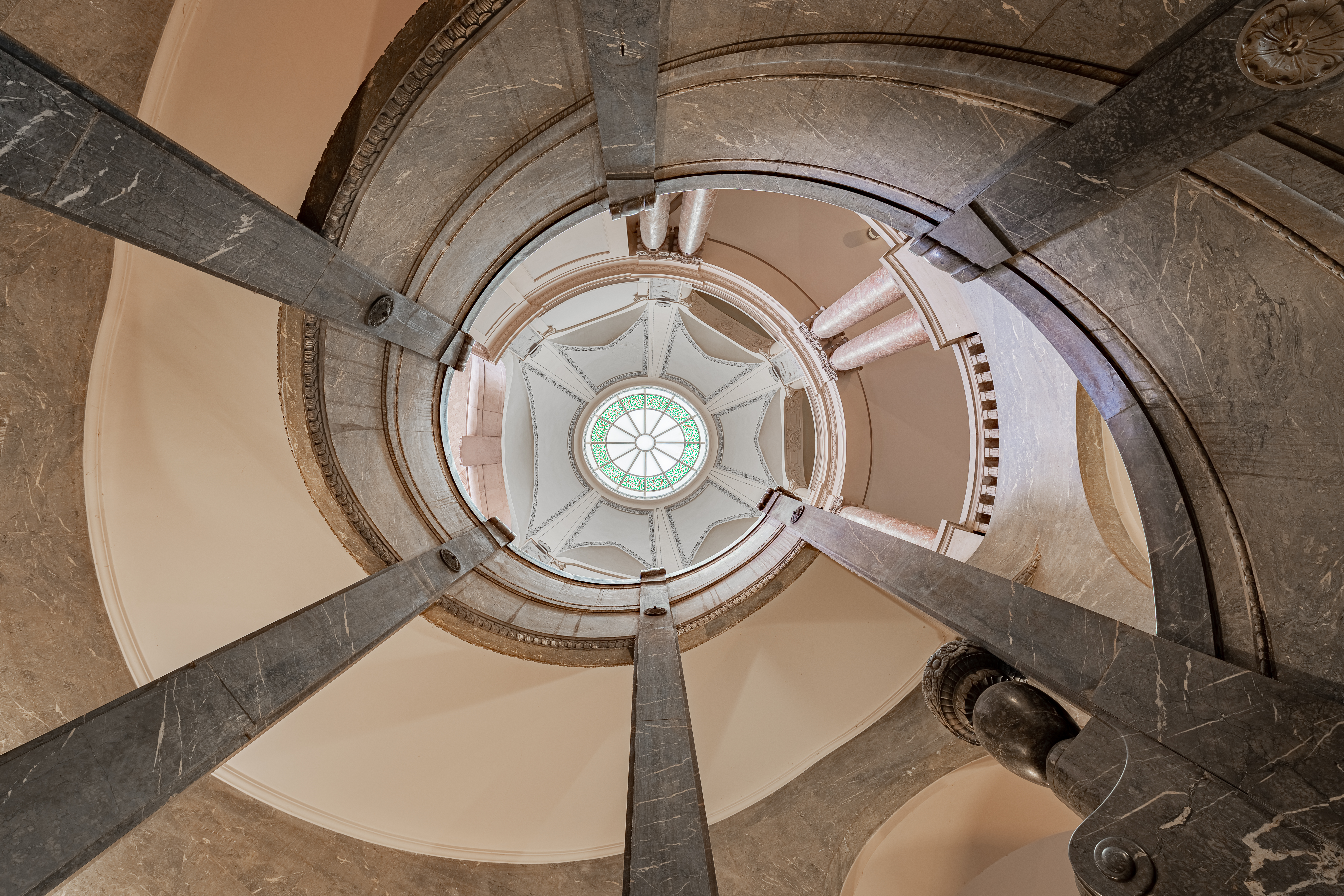
À l'intérieur du Neues Rathaus (Hannover), ouvert en 1913. Juillet 2019.

À partir du XVIIe siècle, Hanovre joue un rôle politique international considérable : en 1692, Ernst-August de Brunswick-Lunebourg est élevé à la dignité électorale et renomme ses possessions Hanovre. Son fils, qui lui succède en 1698, monte sur le trône de Grande-Bretagne sous le nom de Georges Ier; cette union personnelle entre la couronne britannique et le duché de Hanovre procure à celui-ci un prestige considérable.
Pendant la Guerre de Sept Ans, en 1757, a lieu la bataille de Hastenbeck, au cours de laquelle l'armée française vainc l'armée de Hanovre. Cette défaite conduit à l'occupation provisoire de la ville.
En 1803, lors des guerres napoléoniennes, la ville est occupée par près de 30 000 soldats français. Elle est annexée le 13 décembre 1810 et intégrée à l'éphémère royaume de Westphalie confié à Jérôme Bonaparte.
Hanovre retrouve son indépendance et devient un royaume en 1815. Il partage toujours son souverain avec la Grande-Bretagne. À la mort du roi Guillaume IV du Royaume-Uni, la nièce du souverain monte sur le trône de Grande-Bretagne tandis que, régi par la loi salique, Hanovre échoit au frère du souverain défunt qui devient le roi Ernest-Auguste II de Hanovre. Son fils lui succède sous le nom de Georges V de Hanovre. Ayant soutenu l'Autriche lors de la Guerre austro-prussienne de 1866, le royaume est annexé par la Prusse, inspirant aux autochtones un puissant sentiment prussophobe. À cette même époque, Hanovre commence à se développer de façon considérable. Un nouveau centre-ville est même construit entre la gare et la vieille ville et une puissante expansion industrielle au cours des années de fondation de l'empire allemand, en 1871, s'ensuit.
Les conséquences de la Seconde Guerre mondiale sur la ville sont importantes. Les bombardements alliés laissent le centre-ville dans un état de dévastation totale. En 1945, presque deux tiers des bâtiments - dont le Palais de Herrenhausen - sont en ruines ou ont été détruits par les bombardements. Les sans-abris se font nombreux. Le conflit se termine pour Hanovre le 10 avril 1945, lorsque des troupes des États-Unis entrent dans la ville, sans mener de combat. Le déblaiement des ruines est suivi par la reconstruction qui progresse rapidement.

### Après guerre

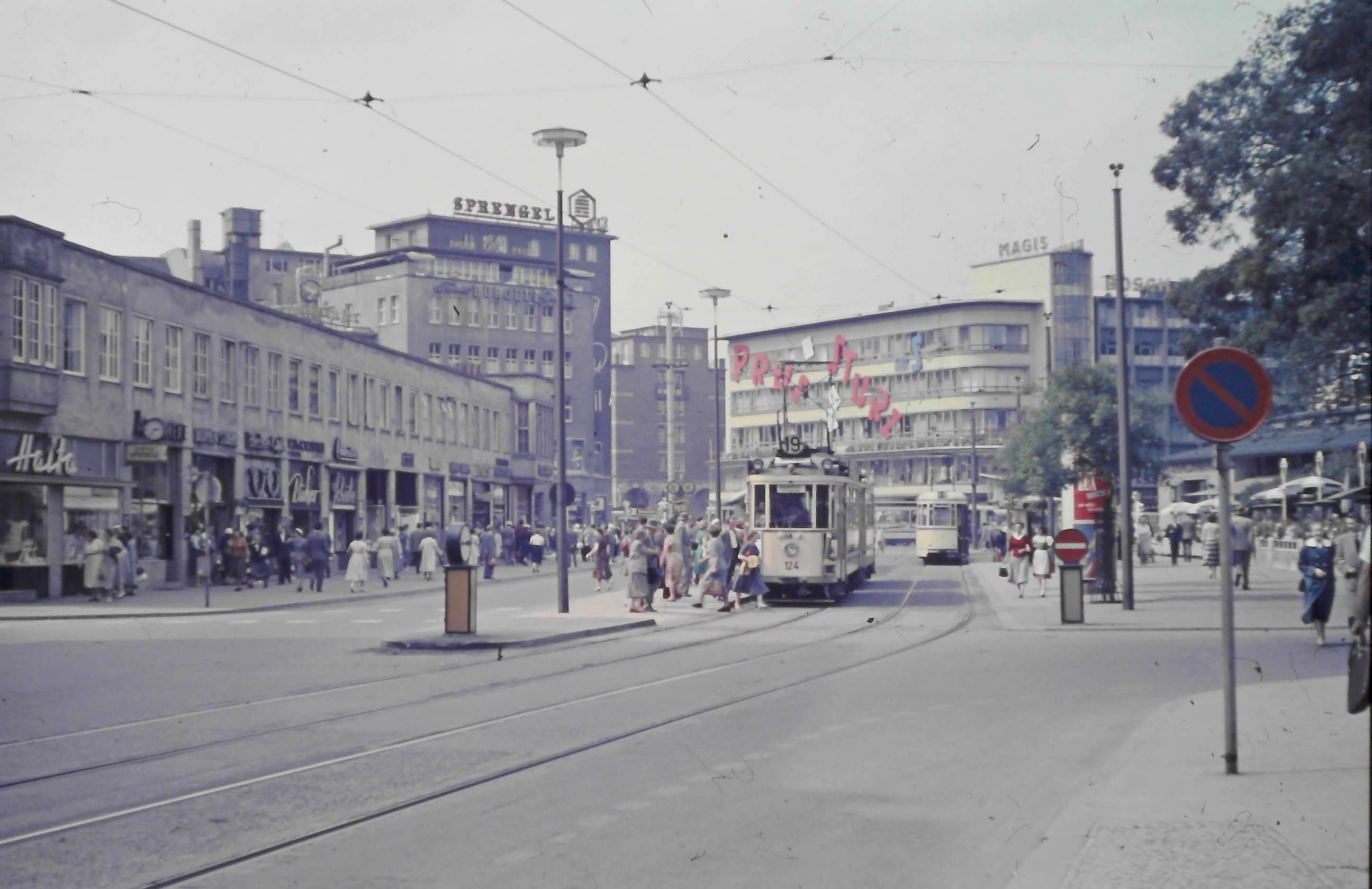
La place Kröpcke en 1956.

Aujourd'hui, Hanovre se présente comme une ville moderne, avec de nombreux espaces verts. La ville compte d'importants aménagements culturels, de bons commerces et de remarquables événements interrégionaux comme les foires ou le Schützenfest, fête annuelle des clubs de tir à l'arc de la région voire davantage ainsi que la fête du lac de Maschsee, qui est très réputée.
En 2000, la ville de Hanovre a accueilli l’exposition universelle (Expo 2000).

## Tourisme
Il faut avant tout évoquer le fil rouge (Der rote Faden) de 4,2 km de long, peint sur de nombreux trottoirs de Hanovre. Il relie les 36 principales curiosités touristiques du centre-ville et permet ainsi une visite touristique.
Au centre-ville, le nouvel hôtel de ville (construit en 1913) attire les touristes avec son ascenseur parabolique dans la coupole du haut de laquelle s'offre une vue sur la ville entière. Dans le hall, quatre maquettes montrent l'histoire de Hanovre du bourg fortifié au Moyen Âge jusqu'à la grande ville de nos jours, en passant par les destructions subies à la fin de la Seconde Guerre mondiale. Dans la salle du conseil municipal se trouve une fresque de Ferdinand Hodler sur le thème de l'unité (en allemand : Einigkeit).
La vieille ville reconstruite invite à flâner dans les ruelles avec leurs cafés et boutiques dans les maisons à colombages typiques. La Marktkirche l'église du marché constitue le centre de la vieille ville, en face de l'ancien hôtel de ville datant du Moyen Âge, où se trouve aujourd'hui l'état civil. Sur la rive de la Leine, proche de l'ancien hôtel de ville, se situe le conseil régional (Landtag) dans un bâtiment du style néoclassique.
Sur les rives de la Leine a lieu, tous les samedis matin, un marché aux puces traditionnel. On y trouve également les trois célèbres Nanas de Niki de Saint Phalle, artiste française, qui ont suscité un scandale au moment de leur édification en 1974 et qui ont ainsi formé le début d'une discussion nationale sur l'art dans les lieux publics.
La grande zone piétonne qui s'étend de la vieille ville à la gare centrale et tout le long de la Georgstraße invite au shopping dans ce quartier moderne de la ville.
Au-delà de la vieille ville se trouve le lac semi-artificiel Maschsee (creusé de 1935 à 1936 par des chômeurs appartenant au Reichsarbeitsdienst), zone verte en plein milieu de la grande ville, qui invite à des promenades, à pied ou en bateau. De nombreux cafés et locations de bateaux sont apparus le long des rives.
Le club de football professionnel Hannover 96 représente la ville en première division allemande (Bundesliga). Son stade, l'ancien Niedersachsenstadion entièrement modernisé et rebaptisé AWD-Arena en 2004, a accueilli des matchs lors de la Coupe du monde de football en 2006. On entrevoit le stade depuis les rives du Maschsee.
Les halles d'exposition, situées au sud de la ville, accueillaient chaque année jusqu'en 2018 le CeBIT, la plus importante foire des technologies de l'information et de la télécommunication du monde. Outre le CeBIT, de nombreuses autres foires ont lieu chaque année sur ce terrain, telles que la foire industrielle « Hannover Messe ».

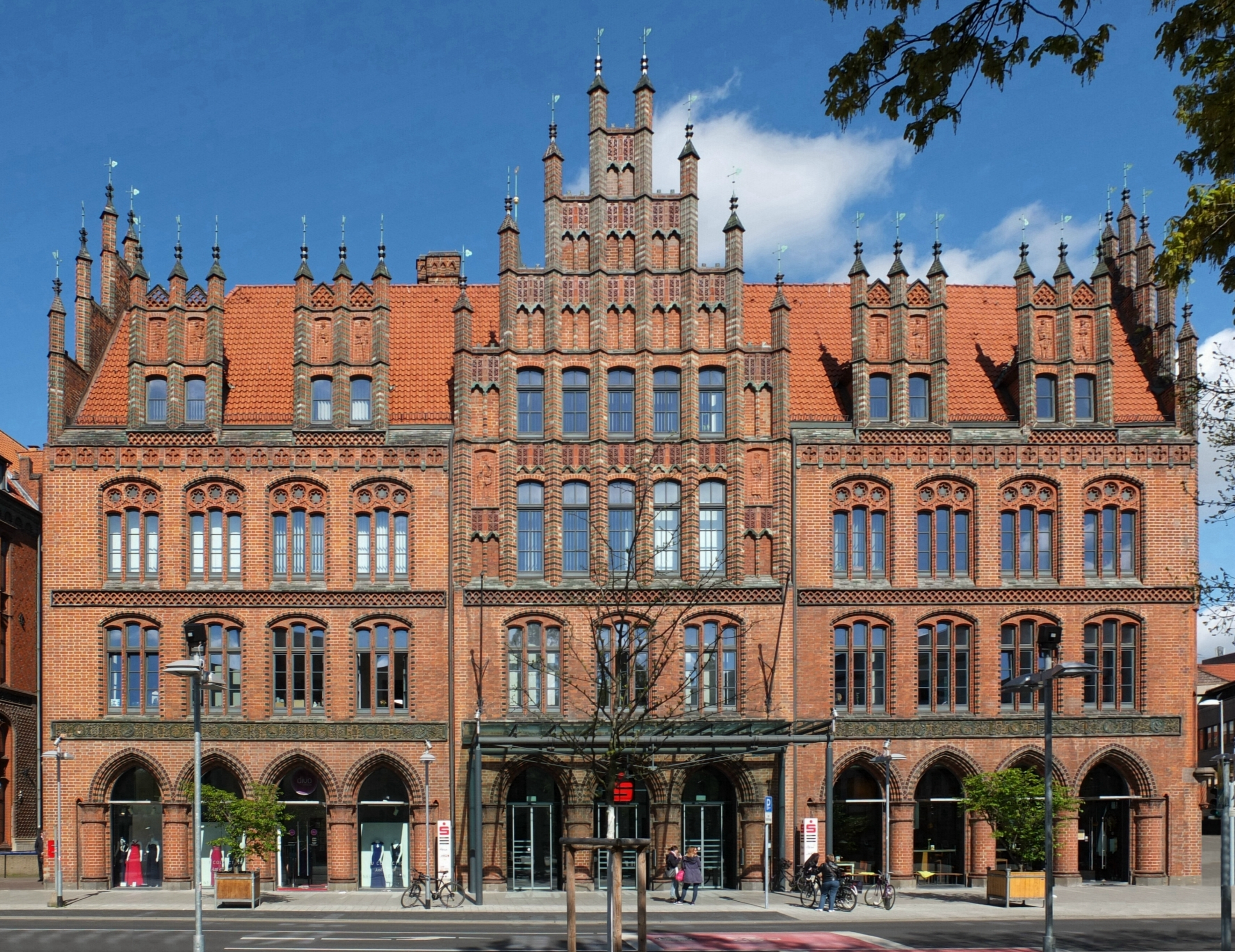
L'ancien hôtel de ville.
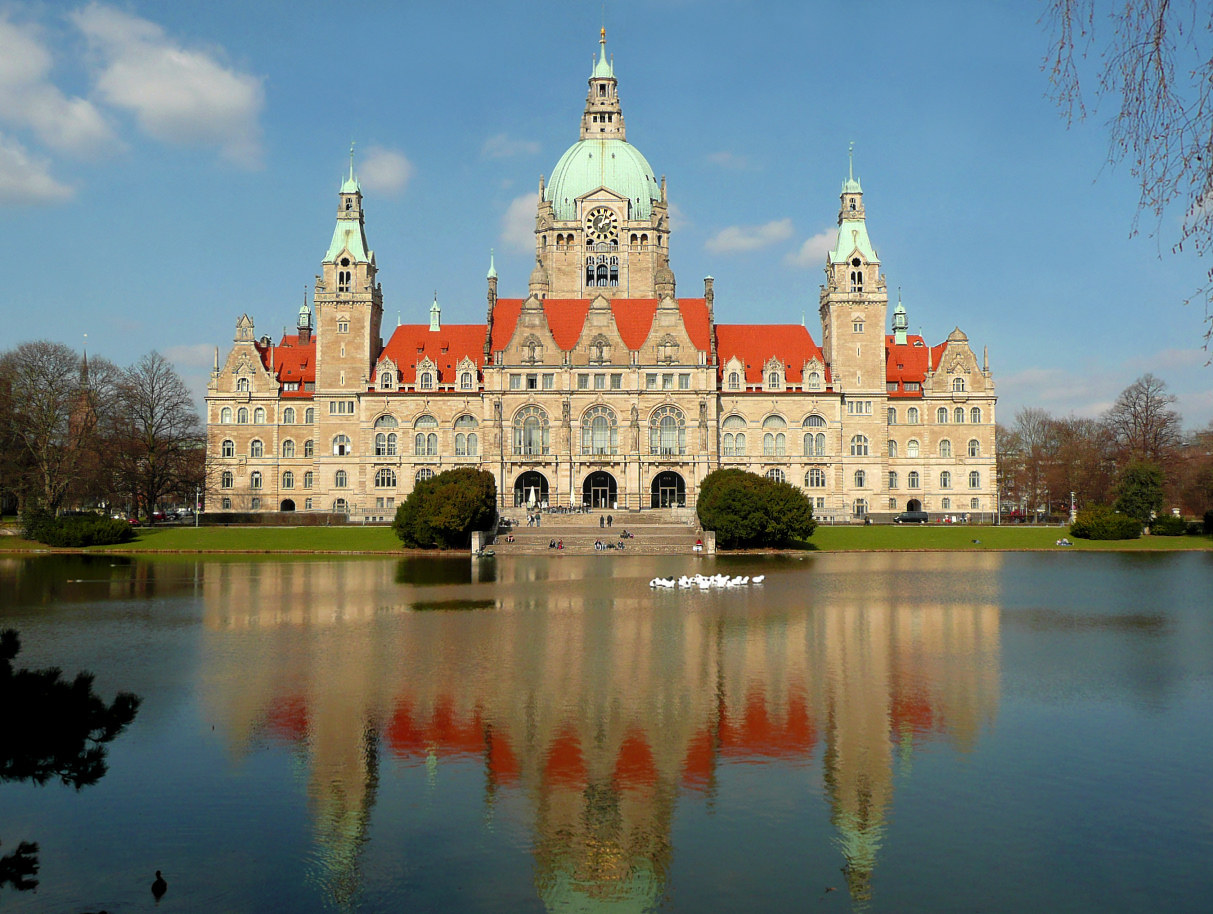
Nouvel hôtel de ville (construit en 1913).
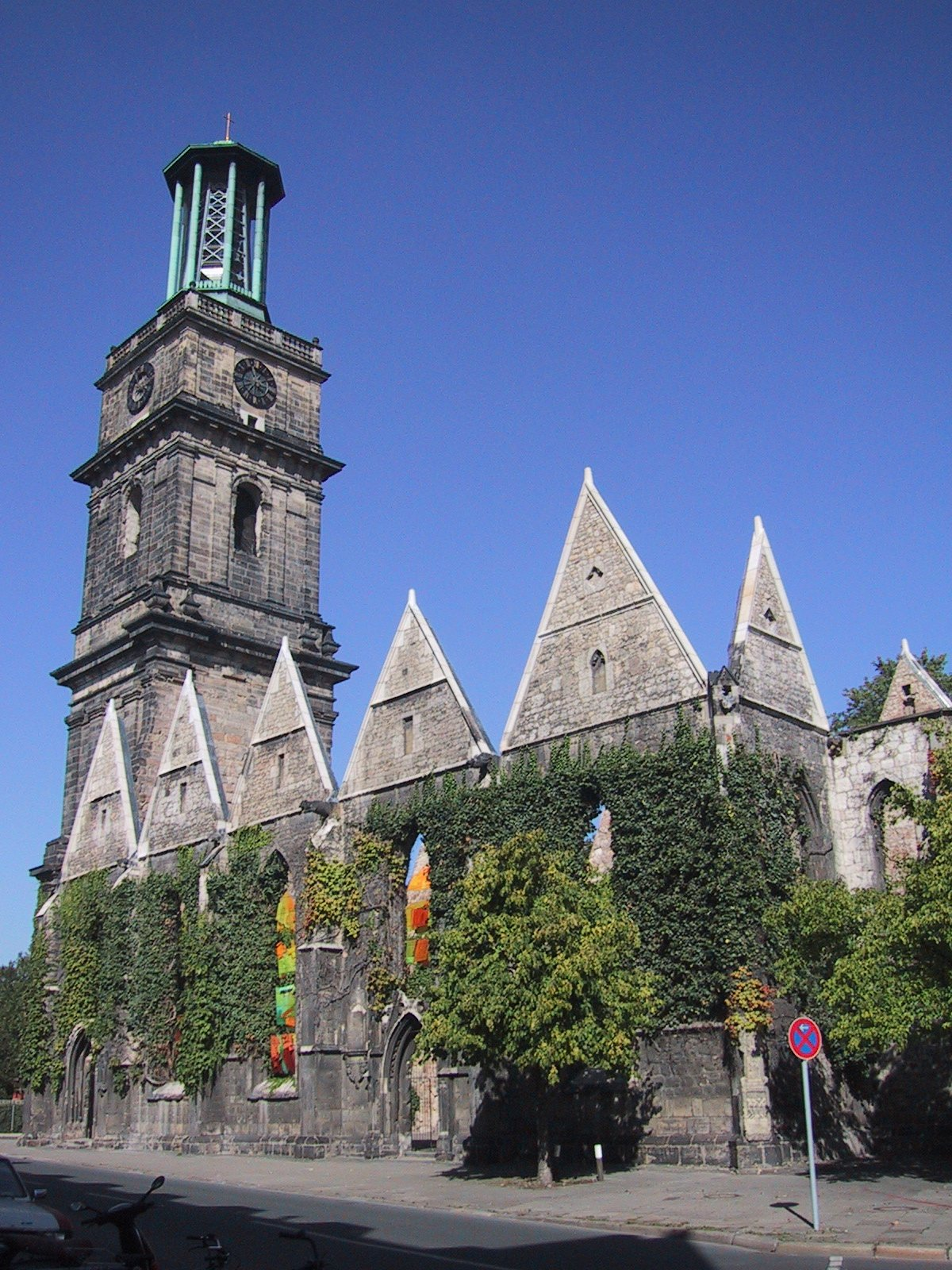
Les ruines de l'église Aegidien, détruite pendant la Seconde Guerre mondiale.
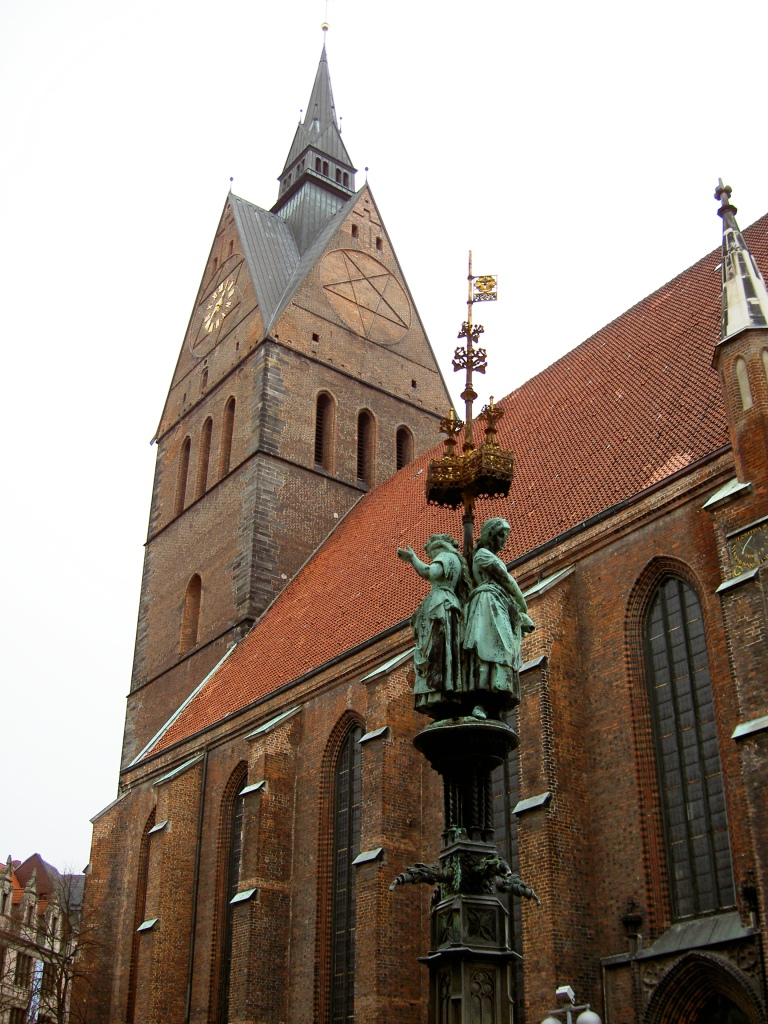
L'église Marktkirche, centre de la vieille ville.
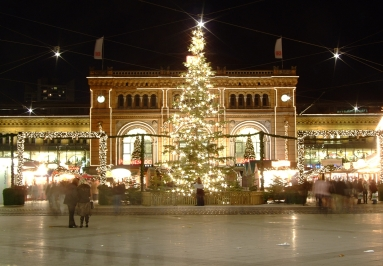
La gare centrale, illuminée pour Noël.
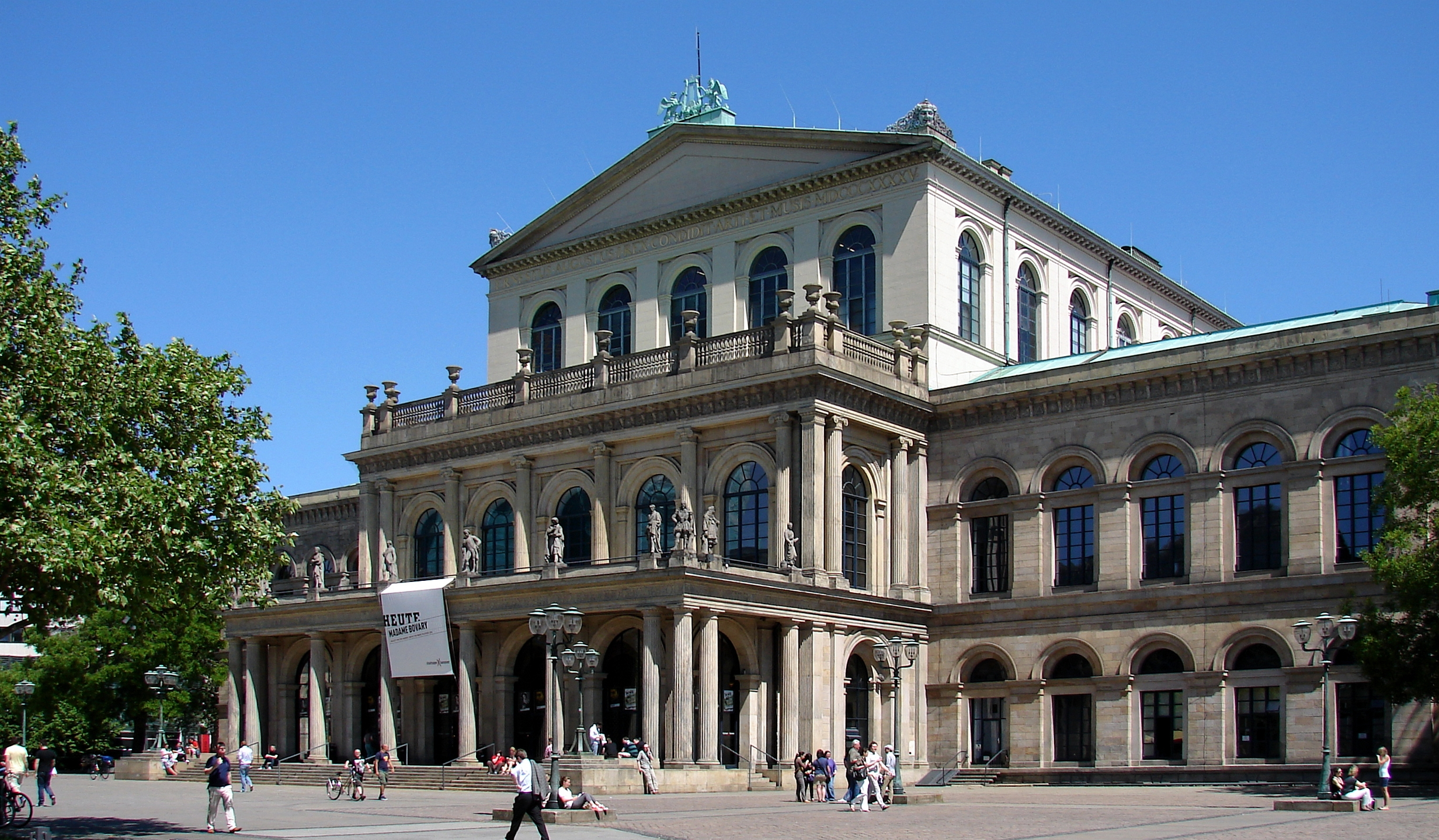
L'Opéra.
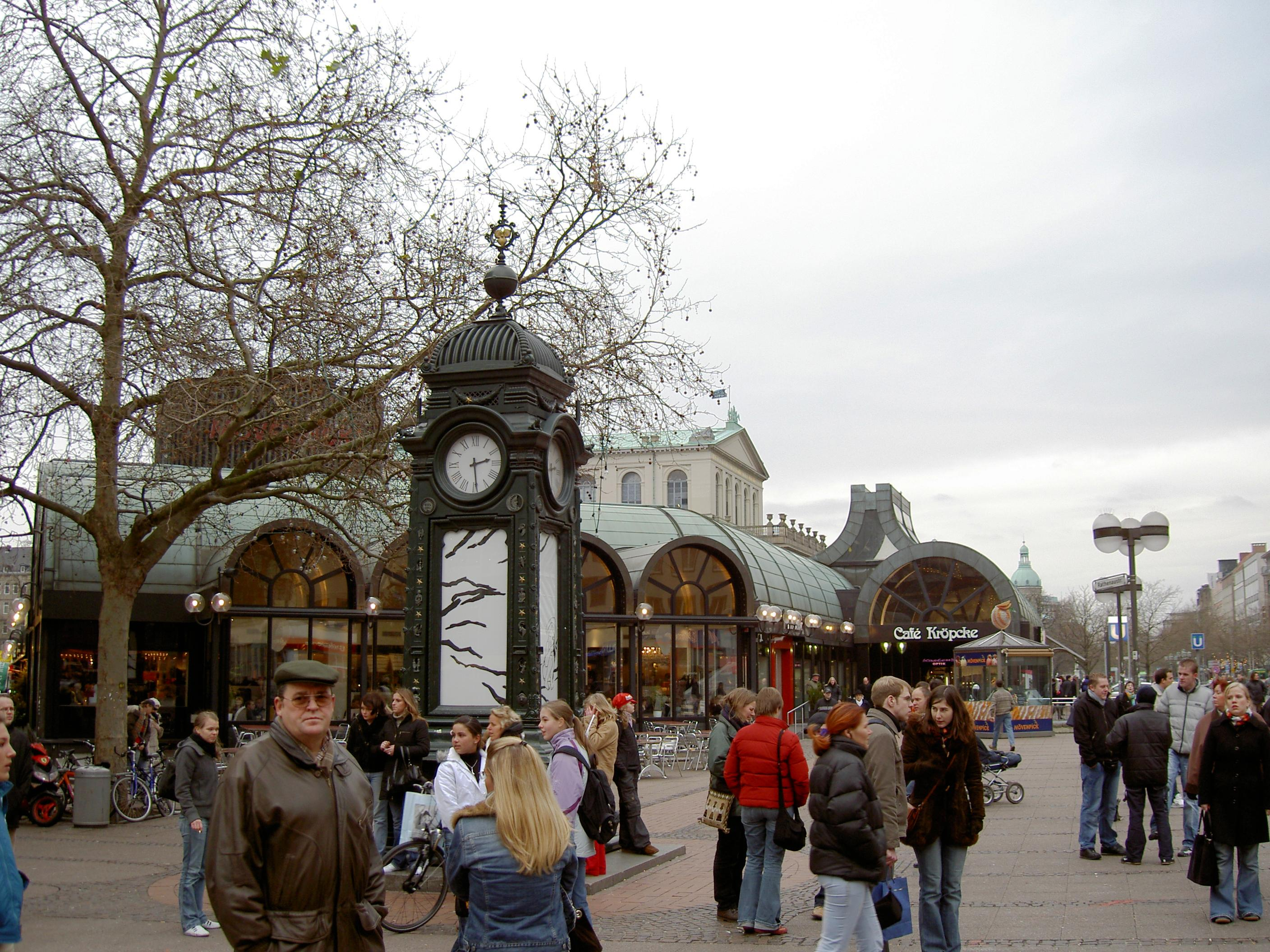
Le Kröpcke, place centrale dans la zone piétonne avec son horloge et son café.
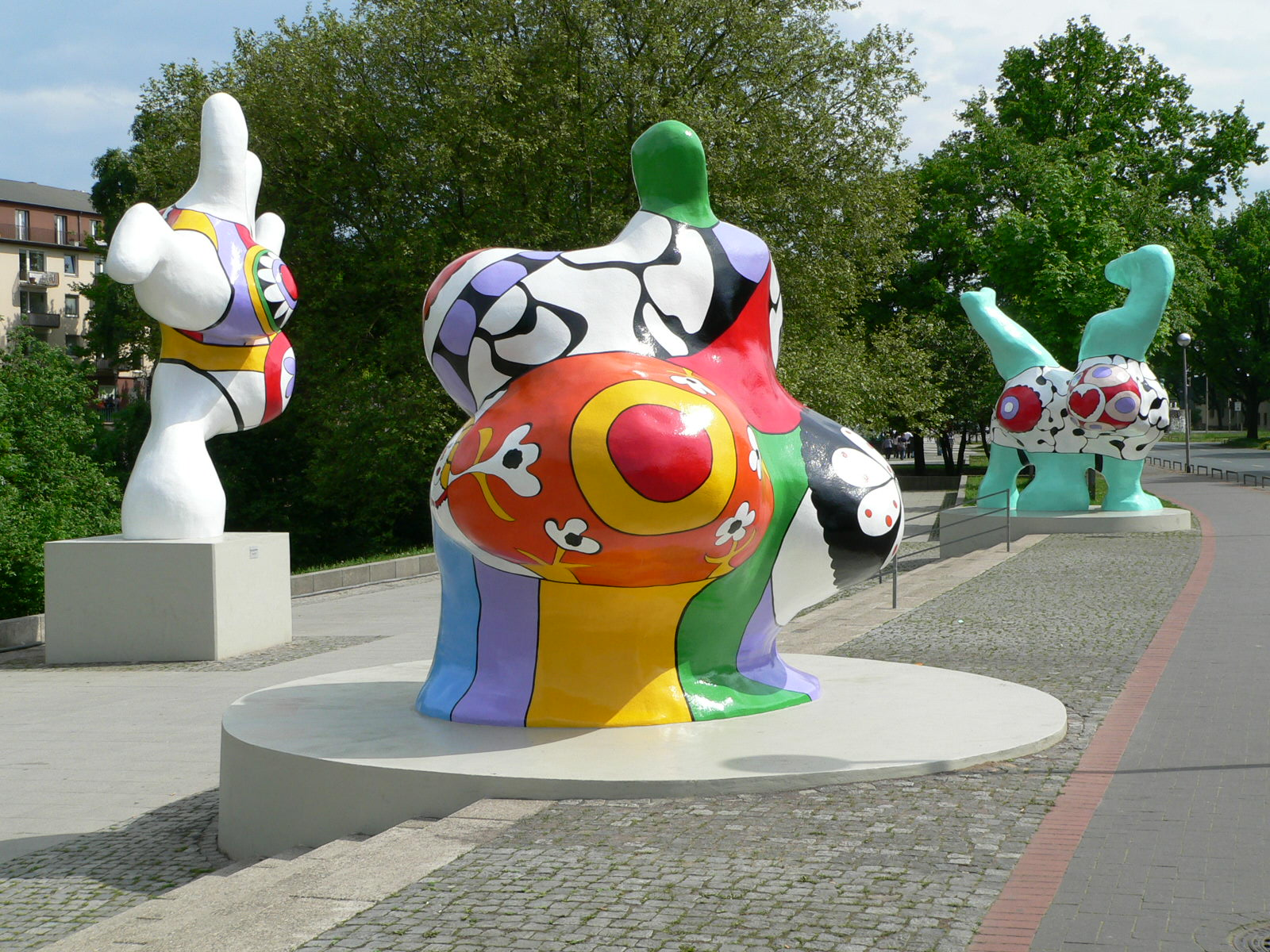
Les Nanas de Niki de Saint Phalle.
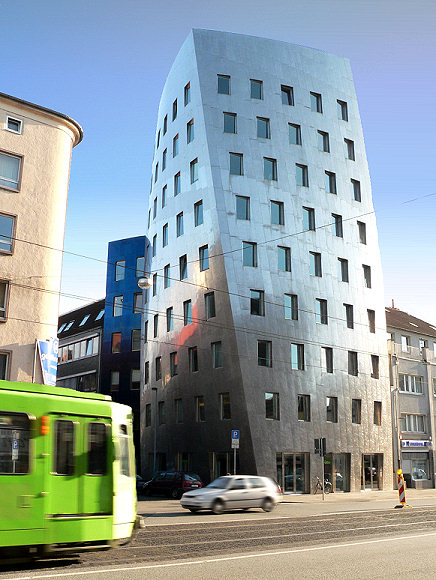
Gehry Tower.

### Jardins royaux d'Herrenhausen
Cet ensemble comprend plusieurs jardins ainsi qu'un château (reconstruit à l'identique, inauguré en janvier 2013), une orangerie, un théâtre baroque, un labyrinthe, différents rosaires, la grotte de Niki de Saint Phalle et la grande fontaine.

## Transport
L'aéroport international de Hanovre-Langenhagen dessert de nombreuses villes en Europe, et assure également des vols intérieurs vers Francfort et Munich.
La gare centrale de Hanovre (Hannover Hauptbahnhof) est desservie par des trains ICE, IC/EC qui relie Hanovre au reste de l'Allemagne. Cette gare est aussi desservie par des trains régionaux RE, RB et plus localement le S-Bahn (train de banlieue).

## Culture

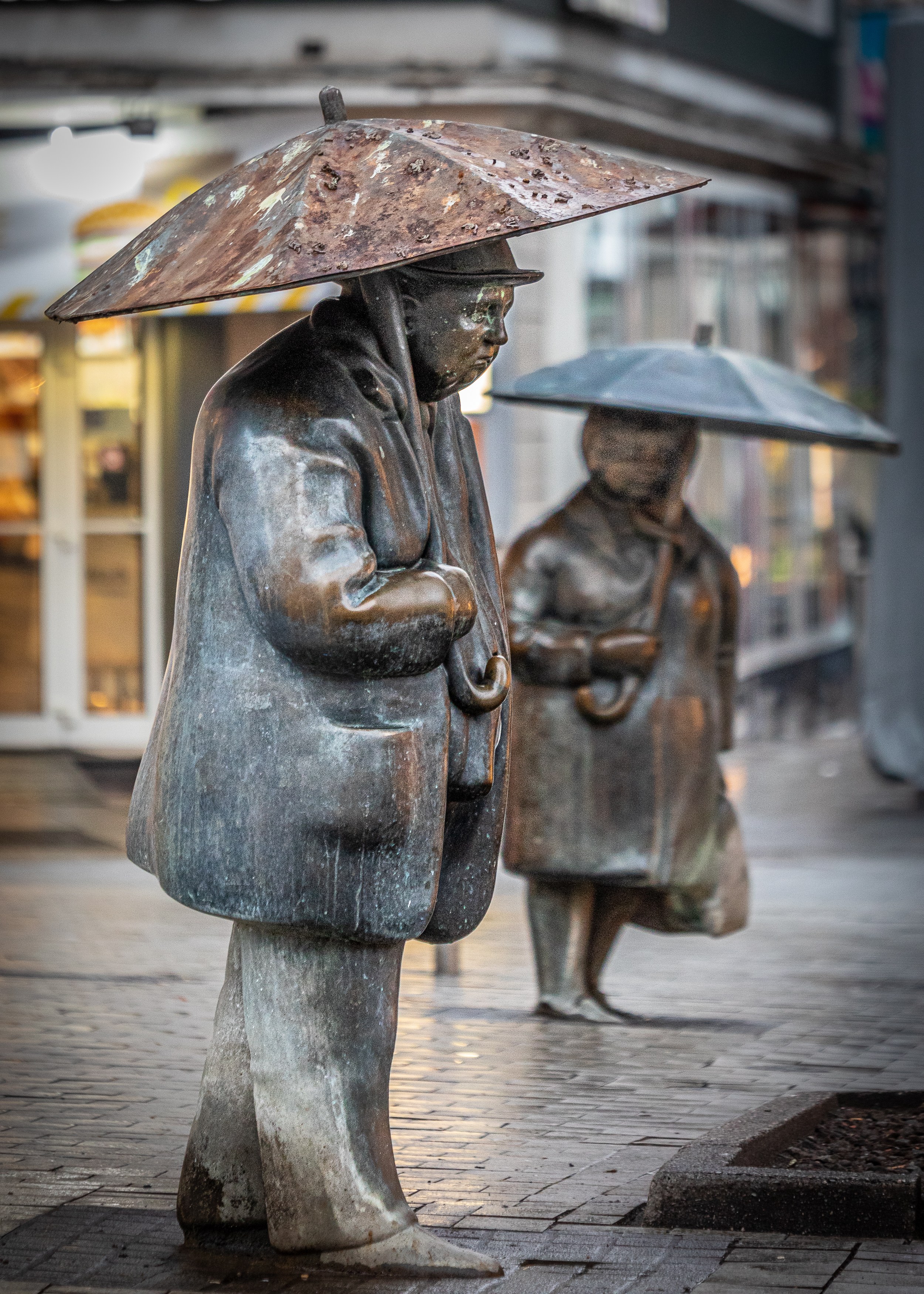
Une sculpture de Ulrike Enders à Hanovre. Janvier 2021.

Hanovre propose un large choix d'activités culturelles de réputation internationale à ses citoyens et visiteurs grâce à ses nombreux musées, cafés et théâtres.

### Musées
- le Historisches Museum am Hohen Ufer, musée historique, histoire du Moyen Âge à aujourd'hui de Hanovre, dans la vieille ville.
- le Sprengel Museum Hannover, fondation de Bernhard Sprengel sur l'art moderne, à côté du Maschsee.
- le Museum August Kestner, art antique, art égyptien, art appliqué et collection de pièces ayant appartenu à Auguste Kestner, acquises alors qu'il était diplomate pour le compte de Hanovre auprès du Saint-Siège.
- le Niedersächsisches Landesmuseum Hannover, le plus grand musée de la ville, préhistoire régionale, collection de peintures européennes du XIe siècle au XIXe siècle, histoire naturelle avec botanique, zoologie et géologie, vivarium avec poissons, insectes, reptiles...
- le Forum des Landesmuseums, ethnologie et art premier.
- la Kestnergesellschaft, une des plus grandes associations allemandes d´art, art moderne avec films, musique, architecture, sculpture...
- Wilhelm-Busch-Museum
- Fürstenhaus Herrenhausen-Museum
- Städtische Galerie KUBUS
- Blindenmuseum Hannover
- nombreuses galeries privées

### Musique et théâtre
- L'Opéra de Hanovre (Opernhaus Hannover)
- le Grand Théâtre (Schauspiel Hannover)
- le Jeu de Paume (Ballhof)
- le Nouveau Théâtre (Neues Theater)
- la Landesbühne

## Religion

### Statistiques religieuses
Fin 2015 31,1 % de la population de Hanovre se déclarait protestante (evangelisch) et 13,4 % catholique. La majorité (55,5 %) se déclarait non chrétienne.

### Alliance réformée en Allemagne
Depuis 2006, l'Alliance réformée allemande (Reformierte Bund in Deutschland e. V.), fédération d'églises d'obédience réformée (donc calvinistes) a son siège à Hanovre. Il était précédemment à Wuppertal.

## Médias

### Presse
Hanovre propose un choix assez large de journaux locaux et régionaux. La maison d'édition de presse Madsack édite le Hannoversche Allgemeine Zeitung, journal régional, et la Neue Presse, journal local avec un accent sur le sport et la société.
Il existe une édition du Bild-Zeitung pour la région de Hanovre.
En outre, de nombreux magazines urbains concernant la vie en ville sont distribués, en partie gratuits, en partie payants. On peut citer Stadtkind, Schädelspalter, PRINZ Hannover et magaScene.

### Radio et télévision
Le Norddeutscher Rundfunk, organisme de productions pour la radio et la télévision, possède une grande enceinte à Hanovre. Plusieurs émissions régionales y sont produites, mais aussi des émissions pour ARD, première chaîne nationale.
Outre ces institutions publiques, les radios privées et commerciales FFN et Antenne ont leurs maisons et studios à Hanovre.
On trouve des studios régionaux des programmes télévisés ZDF, Sat.1 et RTL.
Il existe une radio « citoyenne » (libre à tous les citoyens qui veulent y participer), qui s'appelle Leinehertz 106einhalb et qui remplace Radio Flora depuis le 17 juin 2009. Cette dernière est devenue une webradio et continue d'émettre exclusivement sur Internet. Une télévision citoyenne existe également, basée sur le même principe, nommée H1.

## Universités
Hanovre propose aux étudiants un choix d'institutions d'enseignement supérieur :
- la Gottfried Wilhelm Leibniz Universität Hannover, avec environ 23 000 étudiants en 2010, est la deuxième plus grande université de Basse-Saxe. Facultés : architecture, génie civil et géodésie, génie électrique et informatique, droit, génie mécanique, mathématiques et physique, sciences naturelles, philosophie, économie et gestion. Site web : http://www.uni-hannover.de
- la Hochschule Hannover (HsH), Haute école spécialisé. Facultés : Génie électrique et mécanique, informatique, économie et gestion, arts plastiques, information et communication, design et médias, biotechnologie.
- la Medizinische Hochschule Hannover (MHH), hôpital internationalement réputé. Site web : http://www.mhh.de
- la Hochschule für Musik und Theater Hannover, Conservatoire. Étudiants en musique (classique / jazz, rock, pop / sacrale) et en mime. Très réputée internationalement. Site web : http://www.hmtm-hannover.de
- la Tierärztliche Hochschule Hannover (TiHo), Haute école vétérinaire. Site web : http://www.tiho-hannover.de
- la Evangelische Fachhochschule Hannover (EFH), Haute école protestante. Filières : sciences sociales, pédagogie de la religion, diaconie, pédagogie spécialisée, soins, management social. Site web : http://www.efh-hannover.de
- la Fachhochschule für die Wirtschaft (FHDW), école privée spécialisée en gestion et comptabilité. Site web : http://www.fhdw-hannover.de
- la GISMA Business School, école privée de management dont les cours sont en anglais, est liée à l'Université Purdue. Site web : http://www.gisma.com

## Personnalités notables
- Le philosophe, mathématicien et logicien allemand Gottfried Wilhelm Leibniz (1646-1716) a résidé de 1676 jusqu'à sa mort à Hanovre, soit près de quarante ans.
- Le compositeur Georg Friedrich Haendel a été maître de chapelle à la cour de Hanovre en 1710.
- Le général et sénateur français Armand-Octave-Marie d’Allonville (1809-1867) est né à Hanovre.
- Le botaniste Berthold Carl Seemann (1825-1871) est né à Hanovre.
- Hermann Bahlsen (1859-1919), fondateur de l'entreprise Bahlsen (biscuits et gâteaux).
- Elisabeth Brauß, pianiste classique allemande, est née à Hanovre en 1995.
- Theodor Lessing (1872-1933) et sa femme Ada Lessing, fondateurs de l'université populaire (Volkshochschule).
- Otto Fritz Meyerhof (1884-1951), prix Nobel de physiologie ou médecine de 1922.
- Otto von Knobelsdorff (1886–1966), général de la Wehrmacht pendant la Seconde Guerre mondiale.
- Le peintre et poète allemand Kurt Schwitters (1887-1948) est né à Hanovre et y résidera principalement jusqu'aux années 1920.
- L'économiste Cora Berliner (1890-1942), morte en déportation, est née à Hanovre
- La philosophe Hannah Arendt (1906-1975) est née à Hanovre (Linden).
- Le peintre et lithographe grec Georges Rhigas est né à Hanovre en 1928.
- Dieter Stern, joueur d'échecs allemand, y est mort.
- L'ancien chancelier Gerhard Schröder réside à Hanovre et a été ministre-président du Land de Basse-Saxe.
- Doris Dörrie, cinéaste allemande, est née à Hanovre en 1955.
- Le tatoueur conceptuel Manfred Kohrs est né à Hanovre (Linden) en 1957.
- Le groupe de rock Scorpions s'est formé à Hanovre en 1965.
- Le guitariste du groupe Scorpions Matthias Jabs.
- Oliver Schwabe, cinéaste allemand, est né à Hanovre en 1966.
- L'ex-guitariste de Blur, Graham Coxon, est né à Hanovre le 12 mars 1969.
- Le footballeur international nord-irlandais Steve Lomas y est né en 1974.
- Sineb El Masrar (1981-), autrice et féministe musulmane germano-marocaine, est née et a grandi à Hanovre.
- Le footballeur international allemand Per Mertesacker est né à Hanovre en 1984.
- Lena Meyer-Landrut, chanteuse allemande, est née à Hanovre le 23 mai 1991.
- Anne Buydens (1919-2021), productrice belge, est née à Hanovre.
- Adele aus der Ohe (1861-1937), pianiste et compositrice allemande, y est née.
- Julia Hamburg (1986-), députée au parlement local et tête de liste des Verts aux élections du Landtag de 2022 est née à Hanovre.
- Grethe Jürgens (1899-1981), peintre allemande de la Nouvelle Objectivité.

## Jumelages
- Bristol (Royaume-Uni) depuis 1947
- Perpignan (France) depuis le 12 juin 1960
- Rouen (France) depuis 1966
- Blantyre (Malawi) depuis 1968
- Poznań (Pologne) depuis le 29 octobre 1979
- Hiroshima (Japon) depuis 1983
- Leipzig (Allemagne) depuis 1987

Il existait un jumelage avec Utrecht (Pays-Bas) entre 1971 et 1976.

## Entreprises

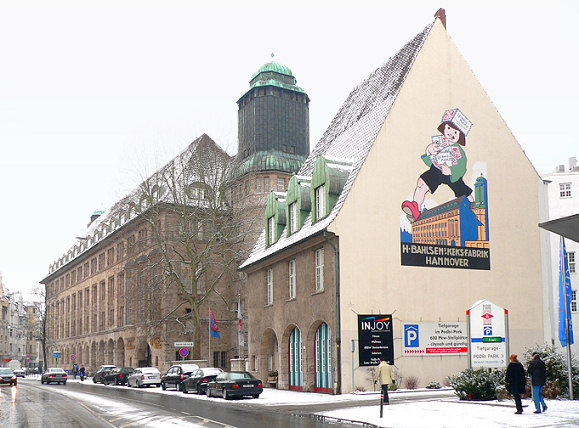
L'ancien siège de Bahlsen.

Plusieurs entreprises importantes ont leur siège social à Hanovre :   
- Komatsu Hanomag (Kohag), fabricant d'engins de travaux publics, mines et carrières ;
- Bahlsen, fabricant de biscuits et gâteaux depuis 1889 ;
- Continental, fabricant de pneus pour voitures ;
- Volkswagen Nutzfahrzeuge, fabricant de véhicules utilitaires ;
- TUI, remplaçant l'ancien Preussag AG, premier groupe de prestations de services concernant le tourisme et la navigation ;
- Vulkan, fabricant de luminaires extérieurs ;
- AWD, prestataires de services financiers vendu à Swiss Life ;
- Pelikan ;
- VHV-Groupe, groupe d'assurance;
- Hannover Re, l'un des principaux réassureurs mondiaux (27 milliards d'euros de CA).

## Sports
La ville accueille chaque année les IEM (Intel Extrem Master).
La ville possède de nombreux clubs sportifs : 
- football : elle accueille le club du Hanovre 96, qui évolue en deuxième division (2. Bundesliga) ;
- handball : le TSV Hannover-Burgdorf évolue en première division (Bundesliga) ;
- hockey sur glace : les Scorpions de Hanovre évoluent en DEL ;
- rugby à XV : les clubs du SC Germania List et du TSV Victoria Linden évoluent en deuxième division (2. Bundesliga).

La ville dispose de nombreuses enceintes sportives pour pratiquer le football, telles que la HDI-Arena, le Stade Rudolf-Kalweit ou encore le Radrennbahn am Pferdeturm dans le passé (démoli en 1960).